# Аския Мохаммед I
Аския Мохаммед I или Аския I Великий (1443—1538) — третий император Сонгая.

## Биография
Мохаммед Тур родился в Томбукту в 1443 году. Его отец был вождём племени сонинке и полководцем имперской гвардии Мали. Позднее империя Мали была поглощена Сонгаем, а Мохаммед, добившись расположения Али Бера, стал командовать всеми силами армии Сонгая.
В конце XV века он сверг преемника императора Сонни Али Бера и, взойдя на престол, был назван Аския.
Его политика привела к быстрому расширению торговли с Европой и Азией, созданию школ, а ислам стал неотъемлемой частью империи. Сам правитель в 1495 году совершил паломничество в Мекку. Мохаммед I создал бюрократический аппарат для эффективного управления империей и сбора налогов, провёл реформы в аграрной и военной политике. 
Благодаря усилиям Мохаммеда сонгаи обрели культурное достояние, которого никогда не было раньше, страна процветала, ставя во главу угла обучение и торговлю.

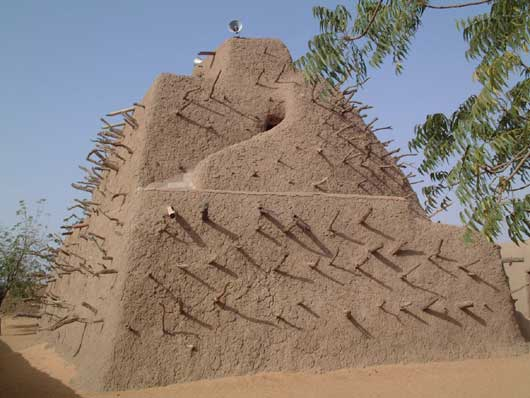
Могила Аскиа

Аския Мохаммед правил до 1528 года и был низложен собственным сыном Аскией Мусой. Первый Аския умер десятилетие спустя и был погребён в могиле Аскиа в Гао, которая в настоящее время включена в список Всемирного наследия ЮНЕСКО.
Династия потомков Мохаммеда Аскии, которые носили титул аския, оставалась на престоле до нашествия в страну войск Джудар-паши в 1591 году.
Аския Мохаммед I возглавляет цивилизацию Сонгаи в компьютерной игре Sid Meier’s Civilization V.